# Tregony
Tregony är en by i civil parish Tregony with Cuby, i distriktet Cornwall, i grevskapet Cornwall, i England. Byn är belägen 10 km från Truro. Orten har 760 invånare (2016). Byn nämndes i Domedagsboken (Domesday Book) år 1086, och kallades då Trelingan.